# Robert Trujillo
Robert Trujillo, właśc. Roberto Agustín Miguel Santiago Samuel Trujillo Veracruz (ur. 23 października 1964 w Santa Monica) – amerykański gitarzysta basowy. Grał w zespołach: Suicidal Tendencies, Infectious Grooves, Black Label Society oraz dla Ozzy’ego Osbourne’a. Obecnie jest basistą zespołu Metallica, do którego dołączył w 2003 roku po nagraniu, a przed wydaniem, płyty St. Anger.

## Sprzęt
Charakterystycznym basem Trujillo jest 5 strunowy Fernandes Gravity z niebieskimi płomieniami. Posiada również sygnowany model Sonus RT wykonany przez Zon Guitars. Zanim zaczął grać w Metallice, grał często na basach Tobias, ESP i Musicman (wszystkie pięciostrunowe) oraz Fender Precision Bass (grając z Ozzym Osbourne’em). Ostatnio widuje się go z pięciostrunowym basem Yamaha TRB5-P2, czterostrunowym Rickenbackerem 4001/4003, Fender Precision Bass, a także z Warwick Streamer. Dla efektu wah-wah Trujillo używa pedału Morley Wah Pedal, sygnowanego przez Marka Tremontiego.
Trujillo we współpracy z firmą Jim Dunlop stworzył swoją serię stalowych strun basowych (zakres grubości 45-130).

## Dyskografia
- Black Label Society
  - 1919 Eternal – 2002
  - Boozed, Broozed & Broken-Boned (Live DVD) – 2002
- Jerry Cantrell
  - Degradation Trip – 2002
  - Degradation Trip Vol. 1 & 2 – 2002
- Infectious Grooves
  - The Plague That Makes Your Booty Move...It's the Infectious Grooves – 1991
  - Sarsippius' Ark – 1993
  - Groove Family Cyco – 1994
  - Mas Borracho – 2000
- Suicidal Tendencies
  - Controlled by Hatred/Feel Like Shit...Déjà Vu- 1989 [informacja błędną jest jakoby Trujillo brał udział w nagrywaniu tej płyty pod pseudonimem Stymee. Partie basu wykonywali tam zastępczo dwaj gitarzyści ST. określając tajemniczego basistę jako Stymee (ST why me). W czasie sesji nagraniowej tego albumu R. Trujillo nie było jeszcze w zespole choć występuje w teledyskach promujących ten album]
  - Lights...Camera...Revolution! – 1990
  - Art of Rebellion – 1992
  - Still Cyco After All These Years -1993
  - Suicidal for Life – 1994
  - Prime Cuts: The Best of Suicidal Tendencies – 1997
- Glenn Tipton
  - Baptizm of Fire – 1997
- Mass Mental
  - How to Write Love Songs – 1999
  - Live in Tokyo – 2001
- Ozzy Osbourne
  - Down to Earth – 2001
  - Blizzard of Ozz Reissue - 2002
  - Diary of a Madman Reissue - 2002
  - Live at Budokan – 2002
- Metallica
  - St. Anger (DVD Live Performance Only) – 2003
  - The Videos 1989–2004 – 2004
  - Death Magnetic – 2008
  - Français Pour Une Nuit – 2009
  - Orgullo, Pasión y Gloria: Tres Noches en la Ciudad de México – 2009
  - Lulu – 2011
  - Beyond Magnetic – 2012
  - Hardwired...To Self-Destruct – 2016
  - S&M 2 – 2020
  - 72 Seasons – 2023

## Filmografia
- Some Kind of Monster (jako on sam, 2004, film dokumentalny, reżyseria: Joe Berlinger, Bruce Sinofsky)[4]
- Lemmy (jako on sam, 2010, film dokumentalny, reżyseria: Greg Olliver, Wes Orshoski)[5]
- Metallica Through the Never (jako on sam, 2013, film fabularny, reżyseria: Nimród Antal)[6]
- For Those About to Rock: The Story of Rodrigo y Gabriela (jako on sam, 2014, film dokumentalny, reżyseria: Alejandro Franco)[7]